# Lobothespis vignai
Lobothespis vignai es una especie de mantis de la familia Mantidae. Es el único miembro del género monotípico Lobothespis.

## Distribución geográfica
Se encuentra en Irán.